# 33ª edizione dei Directors Guild of America Award
La 33ª edizione dei Directors Guild of America Award si è tenuta il 14 marzo 1981 al Beverly Hilton Hotel e ha premiato i migliori registi nel campo cinematografico, televisivo e pubblicitario del 1980. Le nomination sono state annunciate il 10 febbraio 1981.

## Cinema
- Robert Redford – Gente comune (Ordinary People)
- Michael Apted – La ragazza di Nashville (Coal Miner's Daughter)
- David Lynch – The Elephant Man
- Richard Rush – Professione pericolo (Professione pericolo)
- Martin Scorsese – Toro scatenato (Raging Bull)

## Televisione

### Serie drammatiche
- Roger Young – Lou Grant per l'episodio Lou
- Irving Moore – Dallas per l'episodio Discordia in famiglia (A House Divided)
- Gene Reynolds – Lou Grant per l'episodio Nightside

### Serie commedia
- Noam Pitlik – Barney Miller per l'episodio Fog
- Mike Farrell – M*A*S*H per l'episodio Non è giusto morire a Natale (Death Takes a Holiday)
- Burt Metcalfe – M*A*S*H per l'episodio Una guerra per tutte le stagioni (A War for All Seasons)

### Special, film TV e trasmissioni d'attualità
- Jerry London – Shōgun
- Marvin J. Chomsky – Attica
- Robert Collins – Gideon's Trumpet

### Trasmissioni d'attualità
- Don Mischer – Kennedy Center Honors
- Marty Pasetta – 52ª edizione dei Premi Oscar
- Stan Harris – The Muppets Go Hollywood

### Trasmissioni musicali e d'intrattenimento
- Dwight Hemion – IBM Presents Baryshnikov on Broadway
- Don Mischer – Goldie and Liza Together
- George Schaefer – Barry Manilow: One Voice

### Documentari
- Alfred R. Kelman – The Body Human: The Body Beautiful (ex aequo)
- Perry Miller Adato – Picasso: A Painter's Diary (ex aequo)
- David Heeley – Fred Astaire: Change Partners and Dance

## Pubblicità
- George Gomes – spot per A&W Restaurants (Dancing), Bell System (Joey Called), Sara Lee Corporation (Red Dye)
- Allan Dennis
- Bob Giraldi – spot per Broadway theatre (Evita), Miller Lite (Pool)
- Richard Loew – spot per Breakstone (Bedtime; Mom), Beauvalle (Toulouse)
- Gérard Pirès

## Premi speciali

### Premio D.W. Griffith
- George Cukor

### Premio Frank Capra
- Francisco Day

### Premio per il membro onorario
- Joseph L. Mankiewicz